# Notre-Dame-székesegyház (Tournai)
A tournai-i Notre Dame-katedrális Belgium egyik műemlék temploma, a Tournai-i egyházmegye székesegyháza, a világörökség része. Tournai városában, a Schelde folyó déli partján helyezkedik el.
A katedrális építését 1110-ben kezdték el, miután a 9. század közepén tűzvész pusztította el az ezen a helyen állt püspökséget. A mai templom három építészeti korszak nyomát viseli: a főhajó román stílusú, a kereszthajó átmeneti jellegű, a kórus pedig gótikus. Az épület legjellegzetesebb része a kereszthajó, az öt harangtoronnyal és a fékörben végződő apszissal. 
A főhajó többnyire a 12. század első harmadából származik. A földszinti árkádsor és az átjáró közötti galéria a korai gótikát vetíti előre. A köríves ablakok közötti pillérek tartják a 18. századi boltíveket, amelyek az eredeti lapos famennyezet helyett készültek. 
A kereszthajó a 12. század közepén épült és bizonyos Rajna-menti templomok hatását tükrözi. A kereszthajót lezáró négyszögletes tornyok 83 méter magasak.   

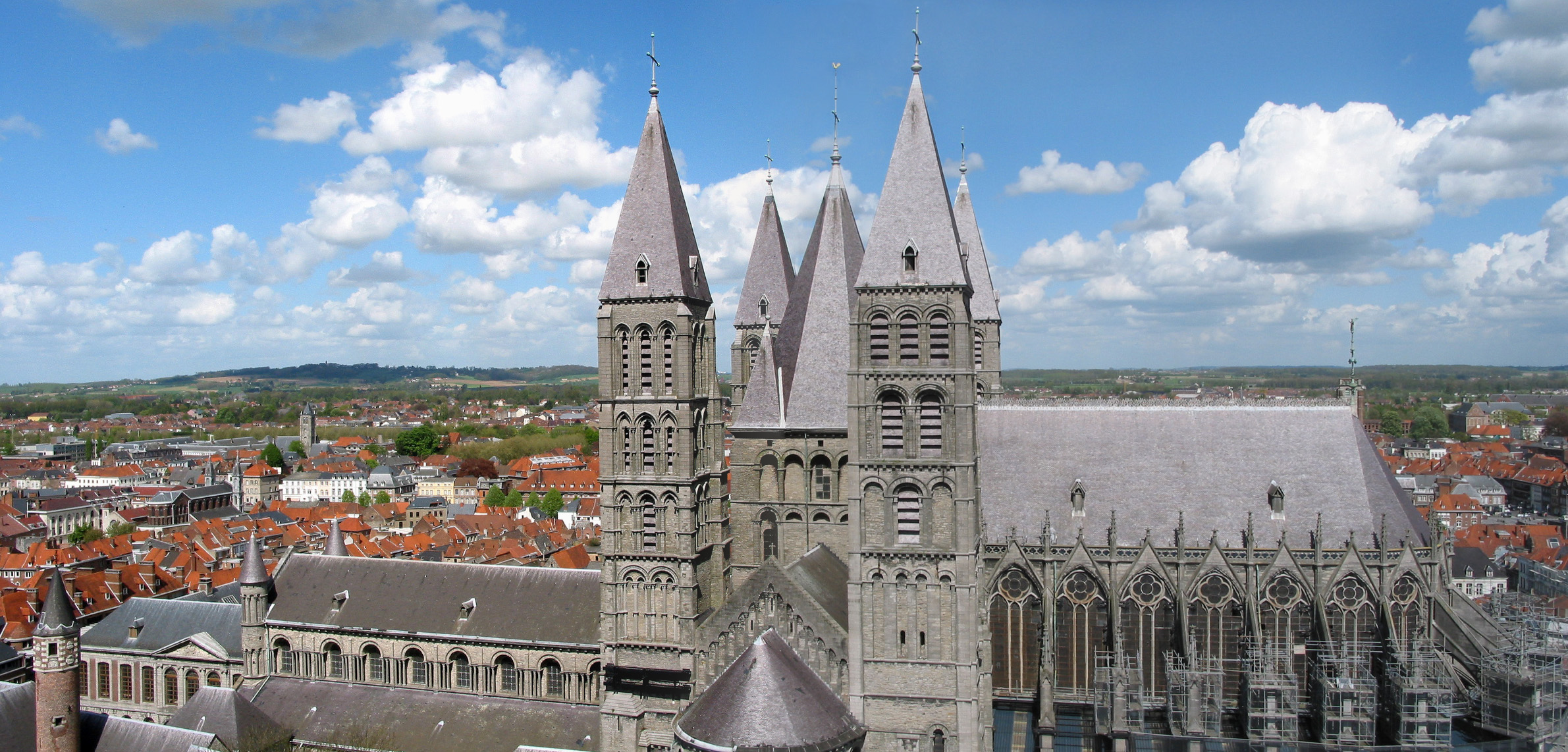

A 13. században Gautier de Marvis püspök (1219 – 1252) lebontatta az eredeti román stílusú kórust és egy sokkal nagyobb gótikus stílusúval helyettesítette, amely az Amiens-i katedráliséra emlékeztet. Az új kórus 1242 és 1255 között épült. A katedrális többi részét is ugyanabban a stílusban akarták átépíteni, de erre már nem került sor. Ezekből a tervekből 1325-ig  csak két gótikus oldalkápolna valósult meg.

## Adatok
- A tornyok magassága: 83 m
- A főhajó magassága: 26 m
- A főhajó hossza: 48 m
- A főhajó szélessége: 20 m
- A kórus magassága: 58 m
- A kórus szélessége: 36 m
- A kereszthajó magassága: 48 m
- A kereszthajó hossza: 66,5 m
- A kereszthajó szélessége: 14 m
- A templom teljes hossza: 134 m

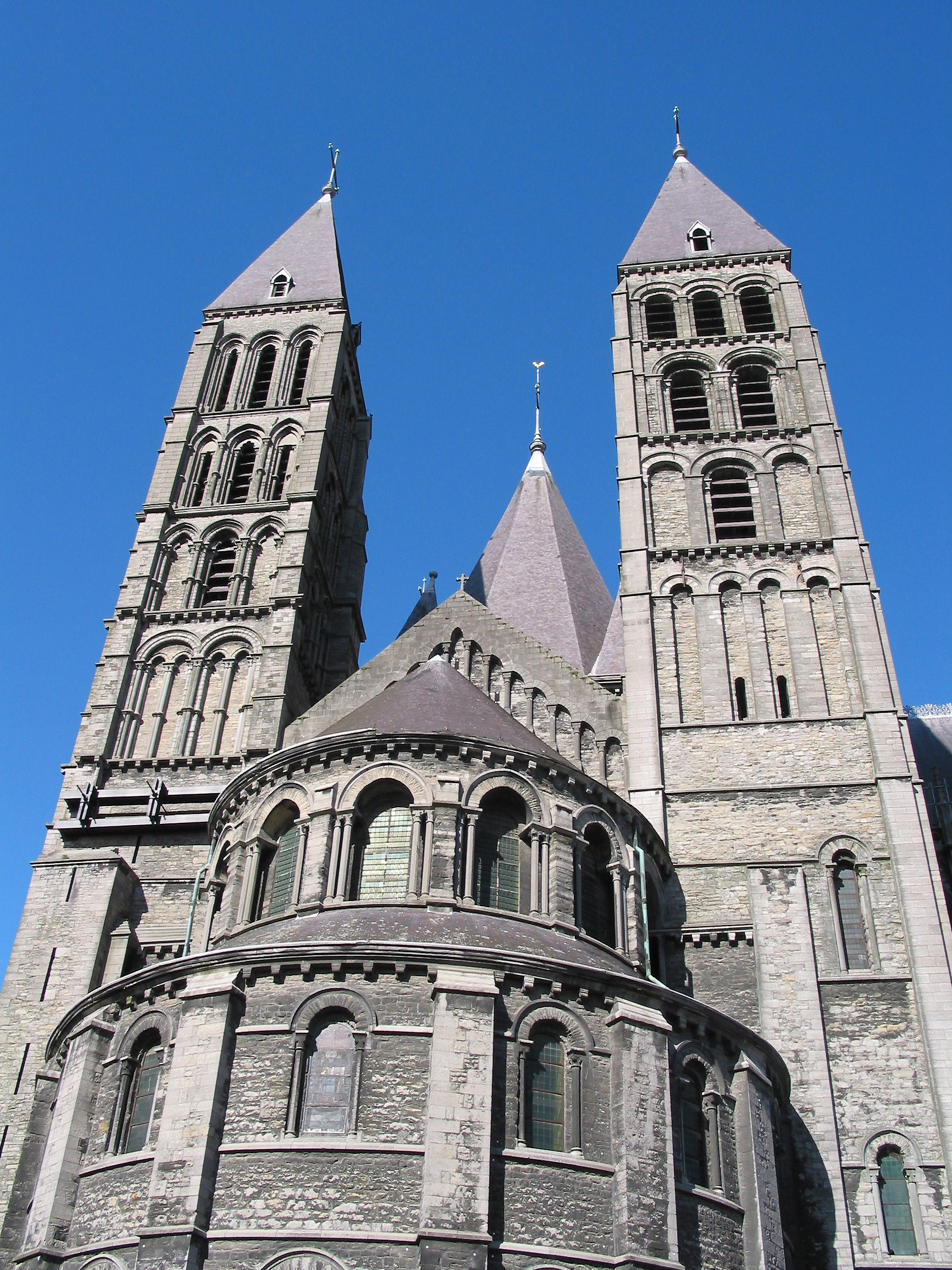
A déli homlokzat
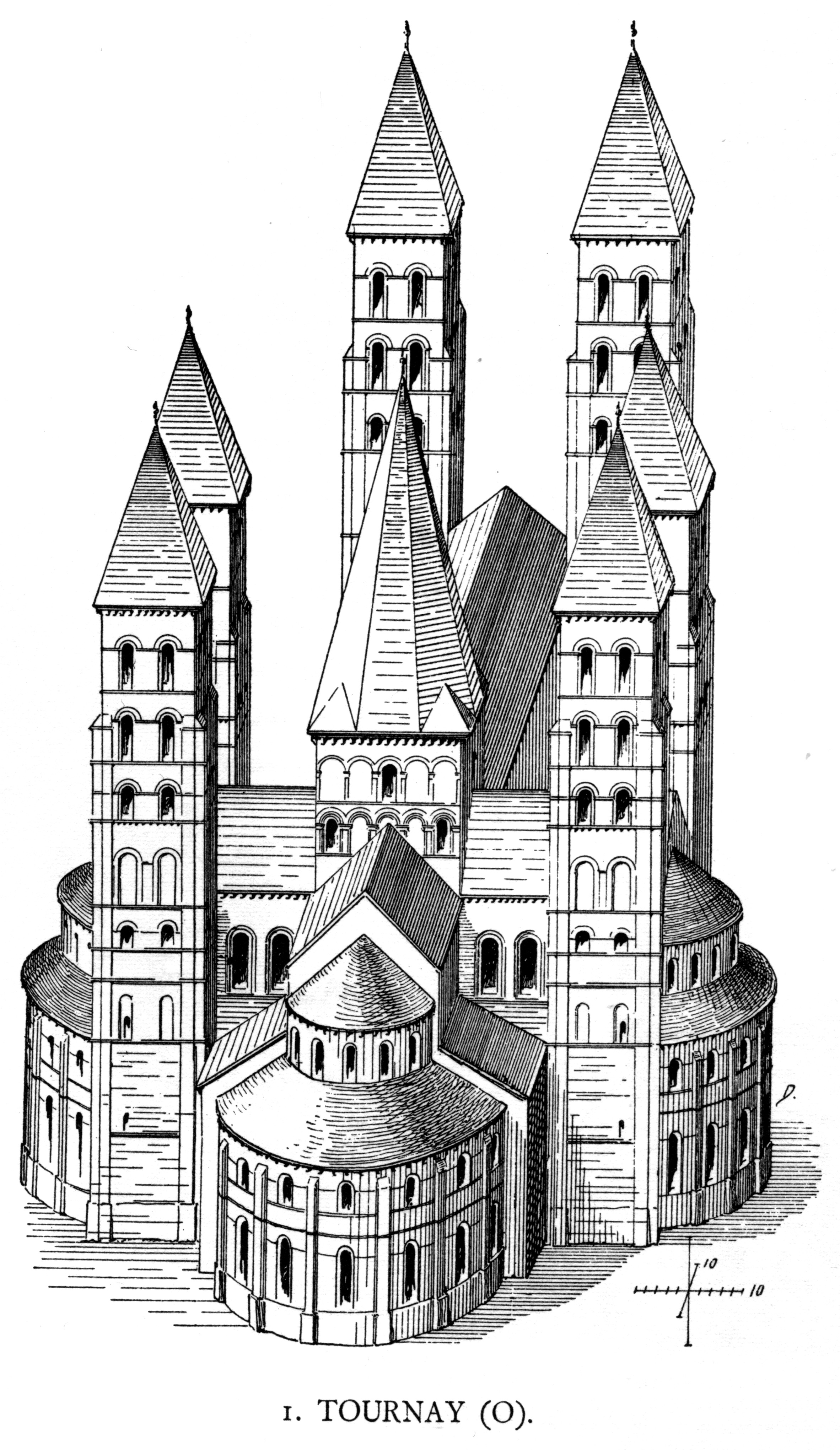
Modell az eredeti román kórussal és a két meg nem épített toronnyal
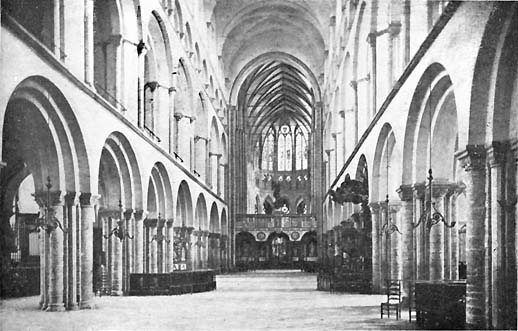
A főhajó
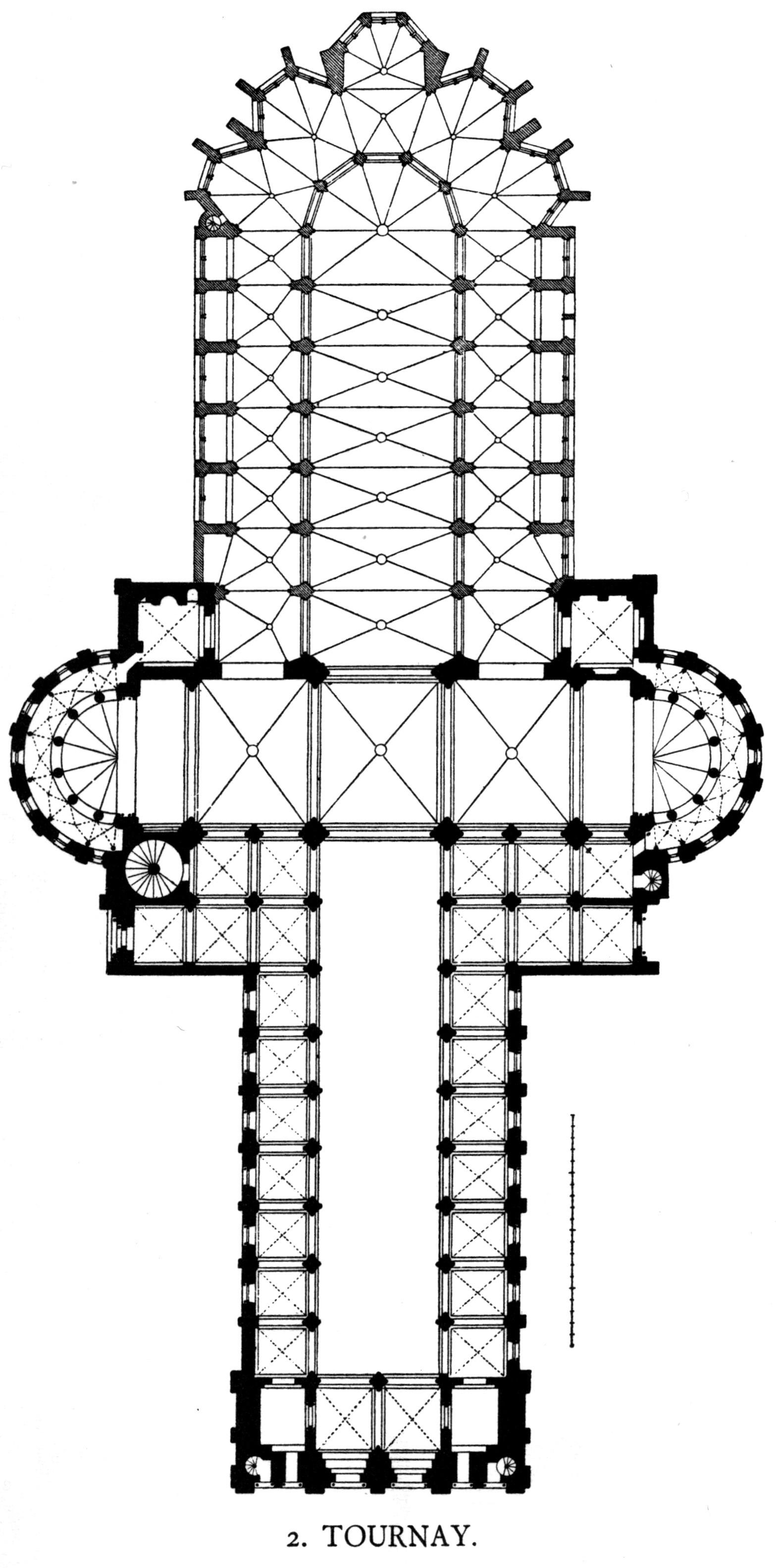
Alaprajz

## Fordítás
- Ez a szócikk részben vagy egészben a Tournai Cathedral című angol Wikipédia-szócikk ezen változatának fordításán alapul.  Az eredeti cikk szerkesztőit annak laptörténete sorolja fel. Ez a jelzés csupán a megfogalmazás eredetét és a szerzői jogokat jelzi, nem szolgál a cikkben szereplő információk forrásmegjelöléseként.
- Ez a szócikk részben vagy egészben a Kathedrale in Tournai című német Wikipédia-szócikk ezen változatának fordításán alapul.  Az eredeti cikk szerkesztőit annak laptörténete sorolja fel. Ez a jelzés csupán a megfogalmazás eredetét és a szerzői jogokat jelzi, nem szolgál a cikkben szereplő információk forrásmegjelöléseként.

## Külső hivatkozások
- A katedrális az UNESCO világörökségi listáján
- A katedrális a város honlapján Archiválva 2013. január 27-i dátummal a Wayback Machine-ben
- a katedrális leírása és története a világörökség honlapján (pdf) – * Belgium Travel Network